# A'akuluujjusi
A'akuluujjusi est la grande Mère créatrice du peuple inuit.

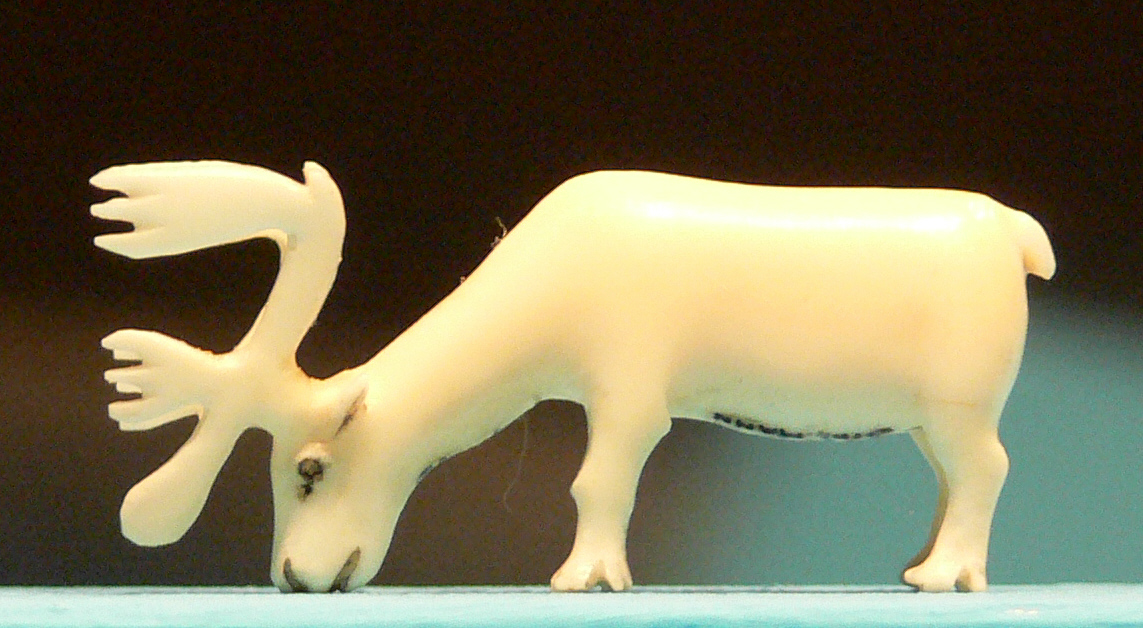
Caribou broutant. Sculpture en ivoire de morse, Alaska, vers 1910.

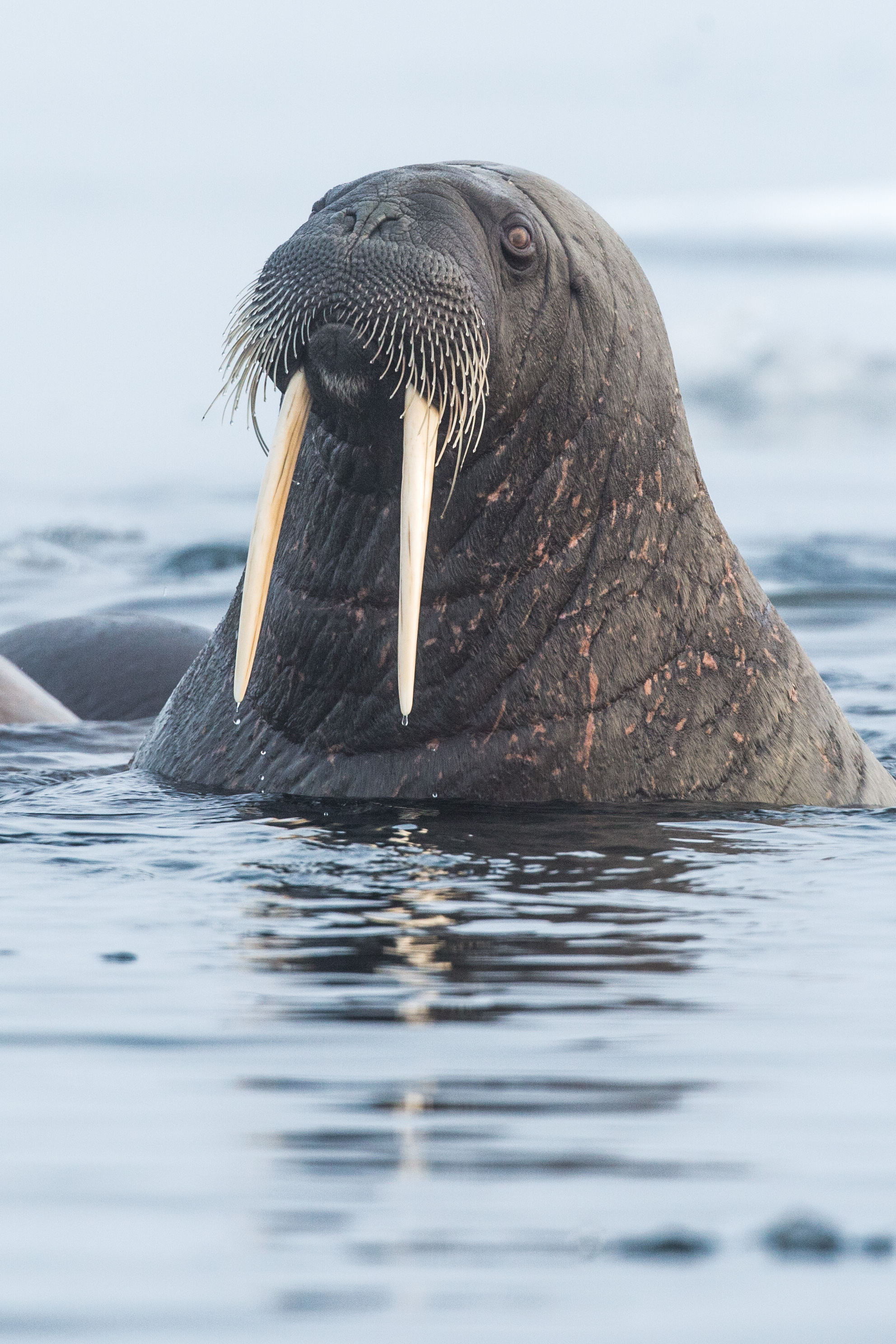
Morse.

## Mythe
Elle aurait créé les animaux avec ses vêtements, d’abord elle mit son pantalon sur le sol ce qui créa le caribou puis, en agitant sa main, elle lui donna  des défenses. Ensuite, Elle créa le morse en étendant sa veste et donna au morse des bois.
Mais quand les Inuits voulurent chasser ses deux bêtes, ces derniers se révoltèrent mais bizarrement à cause de leurs protections. 
A´akuluujjusi compris qu’elle devrai échanger les défenses du caribous avec les bois du morse pour faire le morse et le caribou d’aujourd’hui. Après se changement, ces animaux réussirent à se défendre correctement.